# Мавзолей Турки Джанди
Мавзолей Турки́ Джанди́ (узб. Turki Jandiy maqbarasi) — мавзолей, расположенный на улице Намозгох, старой части Бухары.
Мавзолей принадлежит Турки Джанди, одному из знаменитых имамов Бухары в истории Средневековья . Мавзолей включен в национальный список недвижимых объектов материального и культурного наследия Узбекистана.

## История
Турки Джанди — один из ученых, мухаддиc, который жил и вёл религиозную деятельность в Бухаре.
Начало строительства мавзолея Турки Джанди относится к XI веку. Комплекс построен вокруг святыни — могилы Турки Джанди.
Комплекс представляет собой мазар (объект паломничества, обычно могила мусульманского «святого»). Мазар пользовался широкой известностью и почитался. Существует поверье, что раньше мимо него не ездили на верховых животных. Легенда гласит, что эта могила обладала способностью сбрасывать с седла всех, кто проявлял неуважение и оставался в седле. Всадники должны были спешиваться и проходить мимо могилы ведя животное на поводу.
Для определения точного возраста мавзолея были проведены археологические исследования Б. Д. Кочневым в 1971—1972 гг., а потом Е. Некрасовой и С. Инютиным в 1987—1989 гг.
Б. Д. Кочнев определил четыре периода строительства этого памятника:
Первый период, XI—XII вв. Входной портал в гробницу шейха располагается с северо-западной стороны. Сама гробница имеет квадратную форму площадью 4,25 метра. При строительстве мечети использовали жженый кирпич, внутренняя отделка выполнена из гипса. Наружные стены оформлены декоративным кирпичом. В центре мечети располагается — Дахма. Тело шейха было помещено под дахму в кирпичном ящике.
Второй строительный период, XIII—XIV вв. В этот период на стенах мечети были сооружены полки. Возле входа была построена ещё одна часть, которая состояла из святыни-мечети с коридором, ведущим к мавзолею. Ширина — 3,65 м, высота- 5,5 м, высота — 2 метра).
Третий период, XV—XVI вв. Расположение мавзолея остается прежним. Внешняя часть гробницы была облицована новыми кирпичами. Коридор расширили с 3,6 метра до 4,4 метра. В этот период был построен колодец.
Четвёртый период, XVI—XVII вв. К этому времени полностью был сформирован нынешний облик комплекса. У мечети появилась крыша входа, комнаты во дворе. Во время правления Тимуридов был произведен ремонт купола мавзолея, построенного в XII веке и построена святыня. Мавзолей святыни находится на высоком основании в форме цилиндра и виден издалека.
С древних времен мавзолей Хазрата Турки Джанди является одним из известных мест паломничества в городе Бухаре.